# Globo d’oro/Beste Nebendarstellerin
Globo d’oro: Beste Nebendarstellerin (Globo d'oro alla miglior attrice rivelazione)
Dieser Filmpreis wird seit 1961 vergeben.
| Jahr | Preisträger                    | Film                                                                |
| ---- | ------------------------------ | ------------------------------------------------------------------- |
| 1961 | Monica Vitti                   | L'avventura                                                         |
| 1962 | nicht verliehen                |                                                                     |
| 1963 | nicht verliehen                |                                                                     |
| 1964 | nicht verliehen                |                                                                     |
| 1965 | nicht verliehen                |                                                                     |
| 1966 | nicht verliehen                |                                                                     |
| 1967 | nicht verliehen                |                                                                     |
| 1968 | Graziella Granata              | Escalation                                                          |
| 1969 | Isabella Rey                   | La bambolona                                                        |
| 1970 | Ottavia Piccolo                | Metello                                                             |
| 1971 | Francesca Romana Coluzzi       | Venga a prendere il caffè da noi                                    |
| 1972 | nicht verliehen                |                                                                     |
| 1973 | Mariangela Melato              | Mimi, in seiner Ehre gekränkt (Mimì metallurgico ferito nell'onore) |
| 1974 | Laura Antonelli                | Malizia                                                             |
| 1975 | Agostina Belli                 | Profumo di donna                                                    |
| 1976 | Olimpia Carlisi                | Irene, Irene                                                        |
| 1977 | nicht verliehen                |                                                                     |
| 1978 | Rena Niehaus                   | Oedipus Orca                                                        |
| 1979 | nicht verliehen                |                                                                     |
| 1980 | nicht verliehen                |                                                                     |
| 1981 | Valeria D'Obici                | Passione d'amore                                                    |
| 1982 | Patrizia De Clara              | Duetto                                                              |
| 1983 | nicht verliehen                |                                                                     |
| 1984 | Michela Mioni                  | Amore tossico                                                       |
| 1985 | Elena Sofia Ricci              | Impiegati                                                           |
| 1986 | Valeria Golino                 | Figlio mio infinitamente caro... e Piccoli fuochi                   |
| 1987 | Margherita Buy                 | La seconda notte                                                    |
| 1988 | Giulia Boschi                  | Notte italiana e Da grande                                          |
| 1989 | nicht verliehen                |                                                                     |
| 1990 | nicht verliehen                |                                                                     |
| 1991 | nicht verliehen                |                                                                     |
| 1992 | nicht verliehen                |                                                                     |
| 1993 | nicht verliehen                |                                                                     |
| 1994 | nicht verliehen                |                                                                     |
| 1995 | nicht verliehen                |                                                                     |
| 1996 | nicht verliehen                |                                                                     |
| 1997 | nicht verliehen                |                                                                     |
| 1998 | Giovanna Mezzogiorno           | Il viaggio della sposa                                              |
| 1999 | Maya Sansa                     | La balia                                                            |
| 2000 | Licia Maglietta                | Pane e tulipani                                                     |
| 2001 | Stefania Rocca                 | Rosa e Cornelia                                                     |
| 2002 | Rosalinda Celentano            | L'amore probabilmente e Paz!                                        |
| 2003 | Donatella Finocchiaro          | Angela                                                              |
| 2004 | Michela Cescon                 | Primo amore                                                         |
| 2005 | Olivia Magnani                 | Le conseguenze dell'amore                                           |
| 2006 | Donatella Finocchiaro          | Il regista di matrimoni                                             |
| 2007 | Ambra Angiolini                | Saturno Contro – In Ewigkeit Liebe                                  |
| 2008 | Antonia Liskova Kasia Smutniak | Riparo Nelle tue mani                                               |
| 2009 | Alba Rohrwacher                | Il papà di Giovanna                                                 |
| 2010 | Nicole Grimaudo                | Männer al dente (Mine vaganti)                                      |
| 2011 | Victoria Larchenko             | La bella gente                                                      |
| 2012 | nicht verliehen                |                                                                     |
| 2013 | nicht verliehen                |                                                                     |
| 2014 | nicht verliehen                |                                                                     |